# Абу Уаттара
Абу Уаттара (фр. Abou Ouattara, нар. 26 грудня 1999, Буаке) — буркінійський футболіст, нападник молдовського клубу «Шериф».
Виступав, зокрема, за клуб «Лілль», а також національну збірну Буркіна-Фасо.

## Клубна кар'єра
Народився 26 грудня 1999 року в місті Уагадугу.
У дорослому футболі дебютував 2018 року виступами за команду «Мехелен», у якій провів один сезон, взявши участь в одному матчі чемпіонату.
Своєю грою за цю команду привернув увагу представників тренерського штабу клубу «Лілль», до складу якого приєднався 2019 року. Відіграв за команду з Лілля наступний сезон своєї ігрової кар'єри.
Згодом з 2020 по 2022 рік грав у складі команд «Віторія» (Гімарайнш), «Ам'єн» та «Валансьєнн».
До складу клубу «Шериф» приєднався 2022 року.

## Виступи за збірну
У 2018 році дебютував в офіційних матчах у складі національної збірної Буркіна-Фасо.

## Титули і досягнення
- Чемпіон Молдови (1):

«Шериф»: 2022-23
- Володар Кубка Молдови (2):

«Шериф»: 2022-23, 2024-25